# Vrede van Berlijn (1878)

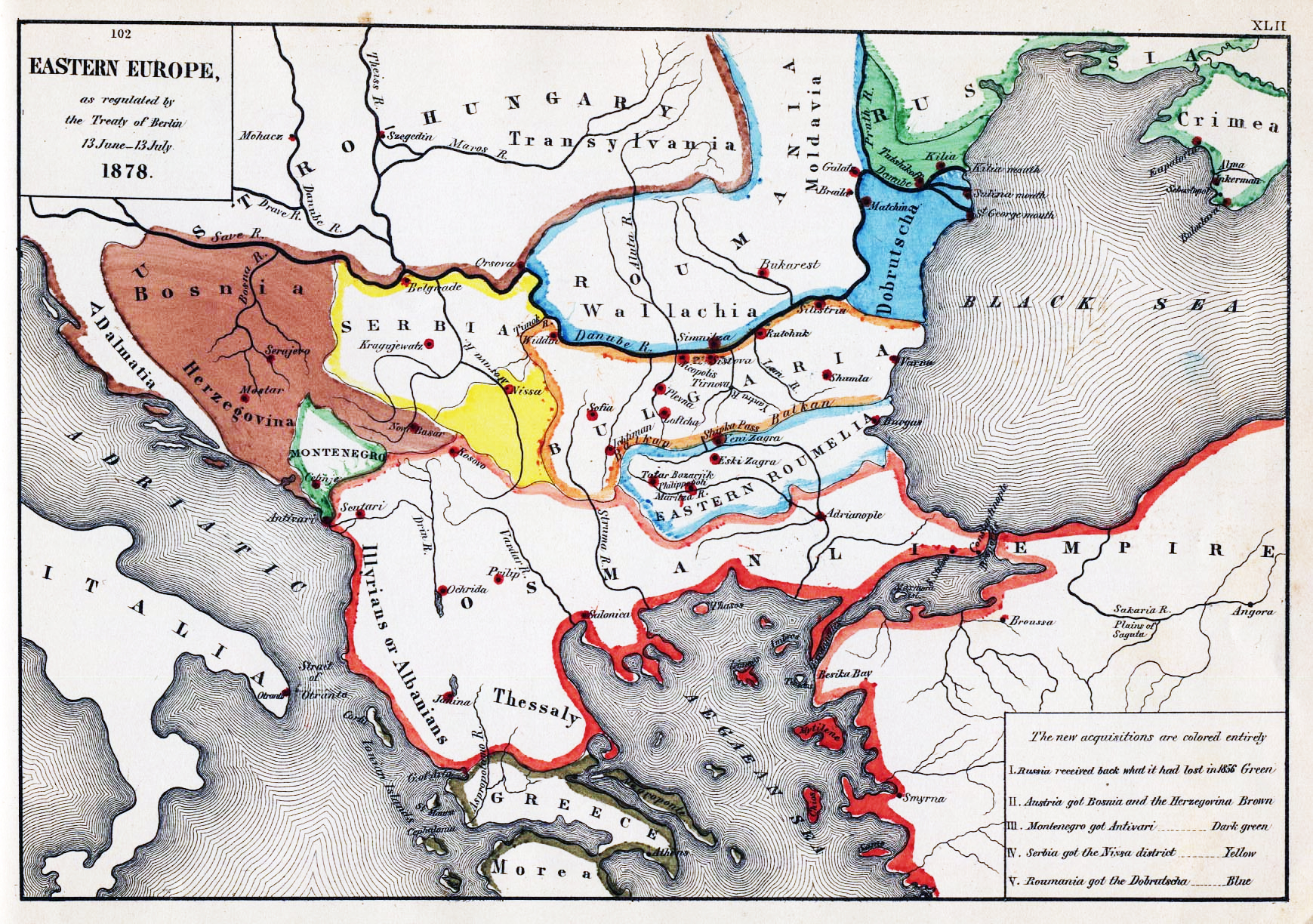
Zuidoost Europa na het Congres van Berlijn

De Vrede van Berlijn was de laatste wet van het Congres van Berlijn (13 juni-13 juli, 1878), waarbij het Verenigd Koninkrijk, Oostenrijk-Hongarije, Frankrijk, Duitsland, Italië, Rusland en het Ottomaanse Rijk onder sultan Abdülhamit II de Vrede van San Stefano herzagen, die eerder dat jaar op 3 maart was ondertekend.
In dit verdrag werd de volledige onafhankelijkheid erkend van de vorstendommen Roemenië, Servië en Montenegro. Het vorstendom Bulgarije werd autonoom, maar bleef wel onder het formele bewind van het Ottomaanse Rijk staan en Bulgarije werd verdeeld onder het vorstendom en de autonome Ottomaanse provincie Oost-Roemelië. Met dit verdrag werden de plannen van het Russische Rijk om een onafhankelijk Groot-Bulgarije te creëren ongedaan gemaakt. 
De Ottomaanse provincie Bosnië en de sandjak Novi Pazar werden onder bezetting geplaatst van Oostenrijk-Hongarije, hoewel ze officieel een deel van het Ottomaanse Rijk bleven. 
De drie nieuwe onafhankelijke staten riepen zichzelf later nog uit tot koninkrijk (Roemenië in 1881, Servië in 1882 en Montenegro in 1910), terwijl Bulgarije in 1908 volledig onafhankelijk werd nadat het zich verenigd had met Oost-Roemelië. Oostenrijk-Hongarije annexeerde Bosnië in 1908, wat leidde tot de Bosnische crisis. 
Het verdrag verleende ook een speciale wettelijke status aan sommige religieuze groepen. Er werd verder vaag gevraagd voor een grensaanpassing tussen Griekenland en het Ottomaanse Rijk, die uiteindelijk plaatsvond na onderhandelingen in 1881,  waarbij Thessalië aan Griekenland overgedragen werd.